# Harinder Pal Sandhu
Harinder Pal Sandhu, né le 31 mars 1989 à Chandigarh, est un joueur professionnel de squash représentant l'Inde. Il atteint, en avril 2018, la 47e place mondiale sur le circuit international, son meilleur classement. Il est champion d'Inde en 2014 brisant l'hégémonie de Saurav Ghosal vainqueur à 12 reprises (2005−2013, 2015-2017).

## Palmarès

### Titres
- Championnats d'Inde : 2014
- Championnats d'Asie par équipes : 2014[3]